# Noir (anime)
Noir (ノワール, Nowāru) is een Japanse animeserie uit 2001 geproduceerd door de animatiestudio Bee Train.
Er zijn twee spirituele vervolgen: Madlax en El Cazador de la Bruja. Samen vormen ze een trilogie en hebben als genre girls with guns.

## Verhaal
Twee jonge vrouwelijke huurmoordenaars, de Corsicaan Mireille Bouquet en de Japanner Kirika Yumura die aan geheugenverlies lijdt, gaan samen op een persoonlijke reis om antwoorden te zoeken naar mysteries over hun verleden. Op het eerste zicht lijken ze maar nauwelijks aan elkaar gerelateerd te zijn, maar dat is echter niet het geval.
Kirika en Mireille houden een wapenstilstand tussen elkaar en besluiten om samen te werken om meer te weten te komen over de geheime organisatie genaamd "de Soldaten" (ソルダ, soruda, Les Soldats).
Het duo wordt op de proef gesteld en moet het opnemen tegen moordenaars die in opdracht van de Soldaten vechten, met als doel te weten komen of het duo de naam "Noir" waardig is.

## Media
De reeks is in 2001 op TV Tokyo uitgezonden en uitgebracht op dvd en VHS in 13 delen door Victor Entertainment in 2001 en 2002.
In Frankrijk, België en Nederland is de reeks op dvd uitgebracht door Dybex met een Franse nasynchronisatie en de originele Japanse versie met Franse en Nederlandstalige ondertiteling.